# پیتر فریدمن
پیتر فریدمن (انگلیسی: Peter Friedman؛ زادهٔ ۲۴ آوریل ۱۹۴۹) یک بازیگر سینما اهل ایالات متحده آمریکا است.
از فیلم‌ها یا برنامه‌های تلویزیونی که وی در آن نقش داشته‌است می‌توان به من آنجا نیستم، فریدم لند، زن سفید مجرد و هفتمین نشانه اشاره کرد.